# جوزف جاشوا وایس
جوزف جاشوا وایس (انگلیسی: Joseph Joshua Weiss; ۳۰ اوت ۱۹۰۵ – ۹ آوریل ۱۹۷۲) یک شیمی‌دان، و استاد دانشگاه اهل اتریش بود. واکنش Haber–Weiss reaction به افتخار وی و شیمیدان مشهور آلمانی فریتس هابر نامگذاری شده است.